# Cerkiew św. Włodzimierza w Moskwie (Basmannyj)
Cerkiew św. Włodzimierza – prawosławna cerkiew w Moskwie, w rejonie Basmannym, w dekanacie Objawienia Pańskiego eparchii moskiewskiej miejskiej Rosyjskiego Kościoła Prawosławnego.

## Historia

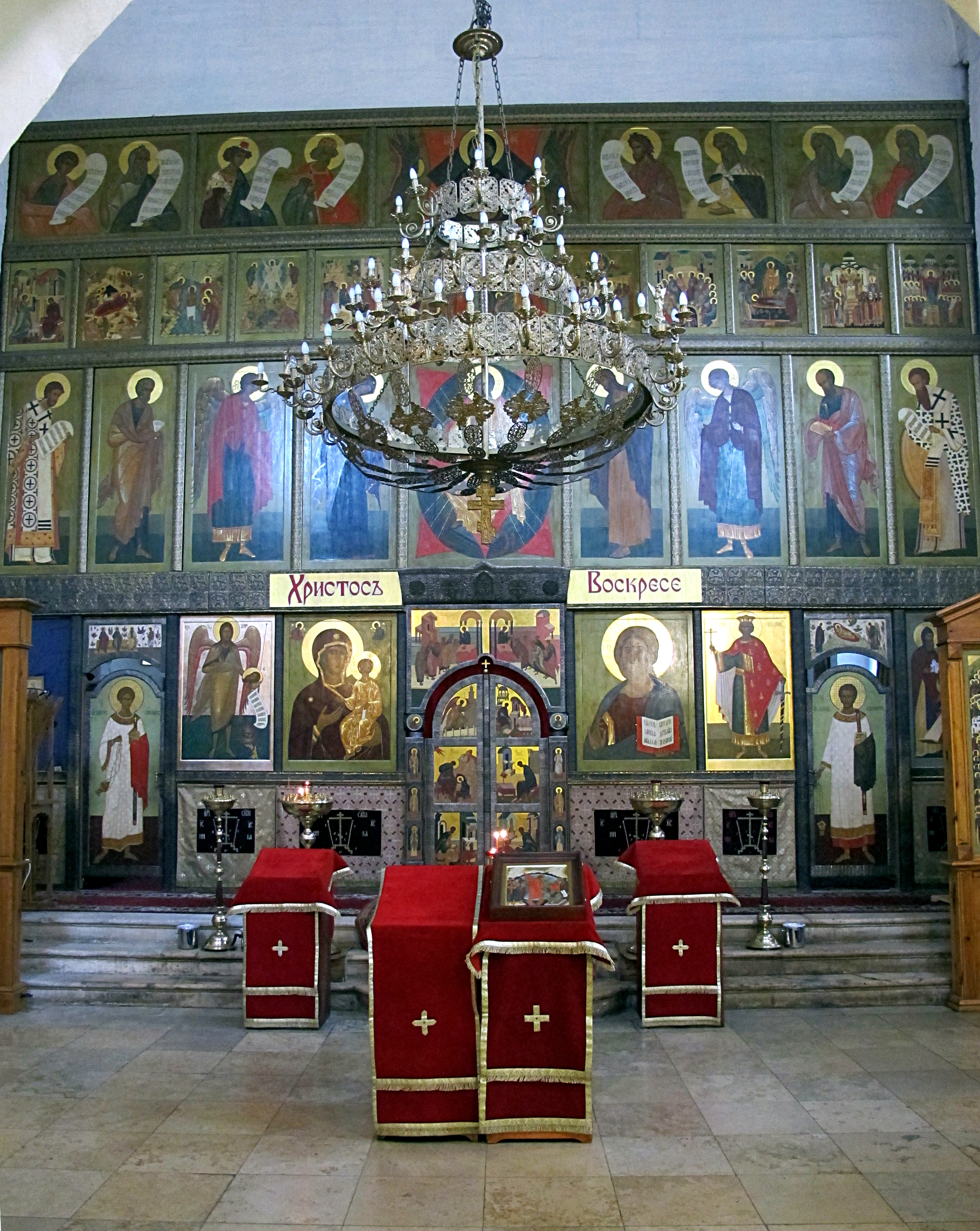
Ikonostas

Pierwsza cerkiew pod wezwaniem św. Włodzimierza znajdowała się na miejscu dzisiejszej świątyni w I połowie XV w.; pierwsza wzmianka o niej pochodzi z gramoty Wasyla I z 1423. Obiekt sakralny sąsiadował z pałacem książąt moskiewskich i był prywatną świątynią panującej rodziny. W okolicy tej znajdował się również książęcy sad owocowy, od którego pochodzi potoczna nazwa dzielnicy Stare Sady.
Kolejną świątynię na tym miejscu polecił zbudować Wasyl III, który postanowił uczcić zdobycie Smoleńska w 1514 otwarciem jedenastu nowych murowanych cerkwi w Moskwie. Projekt wszystkich obiektów wykonał Aloisio da Milano (w Rosji znany jako Alewiz Friazin). Wśród świątyń znalazła się nowa cerkiew św. Włodzimierza, wyświęcona w 1516. W II połowie XVII w. budynek został przebudowany. Cerkiew dwukrotnie uległa zniszczeniu w czasie pożarów Moskwy w 1737 i podczas wojny francusko-rosyjskiej 1812 r. Po drugim pożarze obiekt odbudował z własnych funduszy radca stanu Michaił Wolski.
Budowla pozostawała czynna do 1937. W wymienionym roku władze radzieckie postanowiły rozebrać cerkiew, jednak ostatecznie obiekt przekazano sąsiadującej ze świątynią Państwowej Publicznej Bibliotece Historycznej. Częściowy remont budynku miał miejsce w latach 80. XX wieku. Na dzwonnicy cerkiewnej umieszczono wówczas krzyż, chociaż obiekt nadal spełniał funkcje świeckie. Budynek został przywrócony do użytku liturgicznego w 1991.